# Karl Nauer
Karl Nauer (* 27. November 1874 in Obergünzburg; † 7. Oktober 1962 in Eldorado (Argentinien)) war ein deutscher Südseeforscher und Kapitän.

## Leben

### Kindheit und Jugend
Karl Nauer wuchs als einer von drei Söhnen eines Seifensieders im Allgäu auf. Nach dem Besuch der Grundschule in Neuburg an der Donau besuchte er sechs Jahre das Gymnasium in Kempten. Dieses verließ er mit der Oberstufenreife (Mittleren Reife) und der Berechtigung zum verkürzten Wehrdienst als „Einjährig-Freiwilliger“.

### Matrose auf See
Nauer, der bereits in der Schule den Entschluss gefasst hatte, Kapitän zu werden, leistete den Wehrdienst der Kaiserlichen Marine in Kiel. Danach heuerte er auf der dänischen Brigg „Anna & Mathias“ an, später auf einer britischen Viermastbark, auf der er um Kap Hoorn segelte und erstmals nach Tahiti kam. Nach fünf Jahren auf See besuchte er die Hamburger Steuermannschule; anschließend wurde er zu Wehrübungen auf dem Artillerieschulschiff Mars und dem Küstenpanzerschiff Odin abkommandiert.

### Im Dienste des Lloyd und Südsee
Am 23. April 1895 trat er in die Dienste des Norddeutschen Lloyd. Im Juli 1899 wurde er zunächst als Vierter Offizier eingesetzt, 1901 legte er in Hamburg die Schifferprüfung ab und erhielt das Kapitänspatent. Ab Dezember 1901 war er Dritter Offizier auf dem Panzerkreuzer Kaiserin und Königin Maria Theresia, dann Zweiter Offizier auf der „Halle“ und ab Oktober 1902 Zweiter Offizier auf der „Erlangen“.
Seit 1903 hielt er sich in der Südsee (Kolonie Deutsch-Neuguinea) auf, ab 1906 als Kapitän des Küstendampfers (Reichspostdampfers) „Sumatra“, der vor allem für den Kopra-Transport in deutschen Kolonien in der Südsee eingesetzt wurde – insbesondere den Inseln im Bismarck-Archipel und den nördlichen Salomonen. Karl Nauer war Kapitän der „Sumatra“ bis 1912/1913.
Später übernahm Nauer das Kommando über den Lloyd-Passagierdampfer „Sierra Nevada (I)“ (gebaut 1912, Tonnage 8235 BRT, Hersteller: AG Vulcan Stettin, Stapellauf in Stettin, 1914 in Pernambuco aufgelegt, 1917 von Brasilien beschlagnahmt).
Bis 1914 hatte Nauer das Kommando auf der „Sigmaringen“, die damals in Südamerika und Ostasien Dienst tat.

### Erster Weltkrieg
Im August 1914 wurde er zur Kriegsmarine einberufen, wo er zunächst als Oberleutnant der Reserve auf der Wettin, einem Schlachtschiff der Wittelsbach-Klasse, eingesetzt war, später in der Nord- und Ostsee sowie bei der U-Bootflottille im Mittelmeer. Er erhielt das Eiserne Kreuz 1. und 2. Klasse.
Nach dem Ersten Weltkrieg und dem Friedensvertrag von Versailles, bei dem Deutschland auch seine Kolonien abgeben musste, verlor auch Nauer seine Besitzungen und seine bisherigen Aufgaben bei der Lloyd. Er wurde zunächst auf unbestimmte Zeit beurlaubt und kehrte zurück nach Deutschland ins Allgäu.

### Bauernhof im Allgäu
Auf einem gepachteten Hof in Probstried bei Kempten versuchte er, der sich als Kind schon zum Kühehüten verdingen hatte müssen, eine kleine Milchvieh-Landwirtschaft zu betreiben, was aber am Ausbruch der Maul- und Klauenseuche scheiterte.

### Rückkehr zum Lloyd und Südamerika
Im Januar 1923 bekam Nauer vom Norddeutschen Lloyd wieder einen Vertrag als Erster Offizier, drei Monate später als Kapitän, auf dem Passagierdampfer „Crefeld“. Ab August 1924 bis zu seiner Pensionierung am 31. März 1935 war Nauer Kapitän auf dem neu gebauten Dampfer Sierra Morena, der hauptsächlich von Deutschland aus auf den Südamerika-Linien des Lloyd fuhr, auf denen damals viele Deutsche nach Südamerika auswanderten. Nauer starb 1962 in Argentinien als wohlhabender Geschäftsmann und ist dort auch begraben.

## Sammler und Forscher

### Sammlungsreisen für ethnologische Museen
Auf einer der Südsee-Reisen des Direktors des Übersee-Museums Bremen, Hugo Schauinsland, kam dieser 1905/06 in Kontakt mit Nauer, der damals als einer der besten Kenner dieser Region galt. Aufgrund dessen guter Beziehungen zu Plantagenbesitzern und der Indigenen Bevölkerung erwarb das Museum über Nauer zwischen dem Ersten und Zweiten Weltkrieg zahlreiche ethnologische und naturkundliche Objekte, darunter Gebrauchsgegenstände und kunsthandwerkliche Arbeiten, wie Boote, große Masken und sogar ganze Hütten aus Melanesien.
Auf seiner ersten Reise begleitete Karl Nauer den Zoologen Ludwig Cohn auf den Salomonen, auf Buka und dem Ort Toboroi, an der Ostküste der Insel Bougainville, sowie auf der Insel Tijob.
Von dieser Reise stammt das bekannte (verkleinerte) Modell eines traditionellen einstöckigen Pfahlhauses, das Ludwig Cohn damals in Toboroi von Inselbewohnern anfertigten ließ. Von 1911 bis 2001 in Bremen in klischeehafter (rassistischer) Darstellung gezeigt, 2019 kurz wieder neu aufgebaut, entschied man sich 2022 für eine grundlegende Neugestaltung der Ozeanienausstellung.
Die im Überseemuseum befindliche „Karl-Nauer-Sammlung“ (KNS), inklusive Dokumente und Fotos aus dem Nachlass Nauers, erlaubt nicht nur gute Einblicke in die melanesische Kultur am Anfang des 20. Jahrhunderts, sondern auch über die Wechselwirkungen zwischen den westlichen und den ozeanischen Kulturen.
Weitere von Nauer erworbene Objekte befinden sich heute im Linden-Museum Stuttgart, dem GRASSI Museum für Völkerkunde zu Leipzig und dem Museum Fünf Kontinente in München.

### Südsee-Sammlung Obergünzburg
Karl Nauer schickte schon früh eine große Zahl der gesammelten Stücke aus der Südsee in seinen Heimatort Obergünzburg. 1913 übergab er seine aus 1.300 Objekten bestehende ethnographische Sammlung der Marktgemeinde, die das „Erbe der Südseesammlung bewahren“ solle. Im gleichen Jahr wurden die Objekte erstmals kurze Zeit ausgestellt. Eine weitere Ausstellung vor Ort gab es in den 1960er Jahren, ansonsten waren die Gegenstände jahrzehntelang an verschiedenen Stellen eingelagert.
In der Sonderschau „Ozeanien – Kult und Visionen“ wurden 2003 Stücke aus der Sammlung Nauers im Lippischen Landesmuseum Detmold gezeigt. Ab Oktober 2005 begann man zur adäquaten Präsentation der ausgelagerten Sammlung mit dem Bau eines eigenen Museumsgebäudes neben dem Heimatmuseum von Obergünzburg, welches 2009 eröffnet wurde. So befindet sich in Obergünzburg heute mit dem Südseemuseum eine der größten und geschlossensten Südsee-Sammlungen im süddeutschen Raum und die einzige Melanesien-Sammlung Bayerns.
Im Vorfeld schrieb Nauer allerdings 1912 nach Obergünzburg, dass er nicht alle Stücke seiner Sammlung dafür als geeignet befand: 

„Eine Vogelsammlung halte ich auch für gute christkatholische Seelen unverfänglicher als meine Prachtkerle mit ihren außergewöhnlich stark veranlagten Genitalien, die Pfaffen und anderen schmutzig veranlagten Geistern nur unruhige Nächte verursacht hätten.“

## Ehrungen
In Obergünzburg ist eine Straße nach Karl Nauer benannt. 1913 erhielt er die Ehrenbürgerwürde des Ortes.

### Biografien
Ein Freund Nauers, der Jugendbuch-Schriftsteller Otfrid von Hanstein, verarbeitete Nauers mündliche Erinnerungen in einer Erzählung, eine weitere literarische Verarbeitung seines Lebens verfasste der Allgäuer Autor Ernst T. Mader.
- Otfrid von Hanstein: Anker auf!: wie der Allgäuer Bauernsproß Karl Nauer Seefahrer, Südseepionier und Lloydkapitän wurde: den mündl. Erinnerungen des Kapitäns Karl Nauer vom Dampfer „Sierra Nevada“ nacherzählt, Königsbrück/Dresden: Drei Quellen-Verl., 1934
- Ernst T. Mader: Karl Nauer. Wie die Südsee ins Allgäu kam. Blöcktach: Verlag an der Säge, 2008, ISBN 978-3-923710-18-8

### Magisterarbeit
- Andrea Müller: Karl Nauer – Ein Sammler in der Südsee. Rekontextualisierung einer ethnographischen Sammlung, Magisterarbeit Univ. Bremen, Studiengang Kulturwissenschaft, 2002

### Zeitschriften- und Zeitungsberichte
- Andrea Müller: Der Lloyd-Kapitän Karl Nauer als Sammler in der Südsee für das Überseemuseum. in: Arbeiterbewegung und Sozialgeschichte, Zs. f. d. Regionalgeschichte Bremens im 19. u. 20. Jh., Nr. 10, Dezember 2002.
- Rainer F. Buschmann: Karl Nauer and the politics of collecting ethnographic objects in German New Guinea. in: Journal of the Pacific Arts Association, 21/22, S. 93–102, 2000.
- Klaus Wittmann: Die geheime Kammer. Ein Allgäuer Bauer fährt als Kapitän zur Südsee und bringt einen Schatz heim, in: „die tageszeitung“ vom 7. Januar 2005, S. 20